# Bergesida
Bergesida (eller Bergesiden) är en tidigare tätort i Grue kommun i Innlandet fylke i östra Norge. Orten ligger vid fylkesväg 201, öster om kommunens centralort Kirkenær.
Sedan 2011 räknas orten inte längre som en tätort.